# Crinitaria pontica
Crinitaria pontica là một loài thực vật có hoa trong họ Cúc. Loài này được (Lipsky) Czerep. mô tả khoa học đầu tiên năm 1981.